# عبد الجبار ناصر
عبد الجبار ناصر، هو روائي وكاتب وصحفي، ولد عام 1947 في البصرة، وكان قد عمل في مجال التعليم، ثم انتقل للعمل في مجال الإعلام. ومن كتبه: كتاب ثقافة الصورة في وسائل الإعلام وكتابة على التراب وأيام المستعصم الأخيرة وغرباء مثل الحسين واليهودى الأخير. غادر العراق في بداية عام 1995، واستقر في الأردن ثلاث سنوات قبل هجرته إلى أستراليا عام 1998

## الإصدارات
رواية (كتابة على التراب) 2007- الهيئة المصرية العامة للكتاب/ https://books.google.com.au/books/ ادر والمراجع
(ثقافة الصورة في وسائل الإعلام) 01/01/2017 الدار المصرية اللبنانية / https://www.neelwafurat.com/
رواية (أيام المستعصم الأخيرة) 2011 مكتبة الدار العربية مصر/ https://alfurat.com/index.php/books/156095
رواية (غرباء مثل الحسين) 2012 الدار المصرية اللبنانية/https://www.abjjad.com/book/2175701893
رواية (اليهودي الأخير) 2015 الدار المصرية اللبنانية/ https://www.amazon.com
رواية (فندق كاليفونيا) 2019 الدار المصرية اللبنانية/ https://www.amazon.com
(قرية الله) ترجمة/ دار المأمون- بغداد/2022/ https://www.goodreads.com/book/show/61348824
"الأفندي" 2024 دار الشؤون الثقافية- بغداد https://iraqpalm.com/